# Höckerstorch

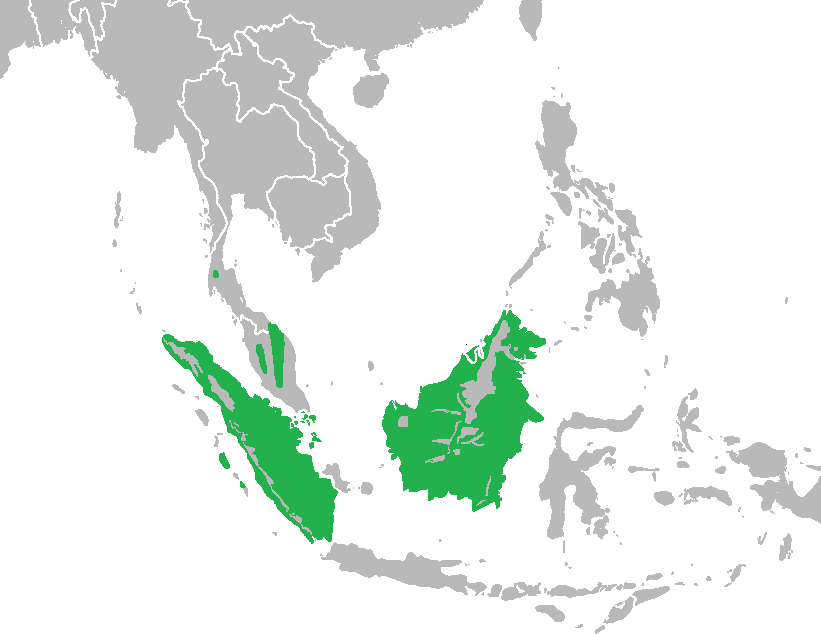
Das Verbreitungsgebiet in Südostasien

Der Höckerstorch (Ciconia stormi, Syn.: Melanopelargus episcopus stormi) ist mit 250 bis 500 Individuen die seltenste Storchenart der Welt. Die Bestände des Vogels sind nach Angaben der IUCN stark gefährdet.

## Merkmale
Der 75 bis 91 cm lange Höckerstorch hat ein schwarz-weißes Gefieder, einen roten Schnabel und eine federlose, orange Gesichtshaut mit gelben Augenringen. Das Gefieder der Jungvögel und das der ausgewachsenen Vögel außerhalb der Fortpflanzungszeit ist schlichter.

## Vorkommen
Der Höckerstorch kommt disjunkt auf Borneo, Sumatra, den Mentawai-Inseln, in Süd-Thailand, West-Malaysia und Brunei vor. Er lebt in von menschlichem Einfluss ungestörten Süßwasser-Biotopen mit angrenzendem Tieflandwald sowie an Flüssen mit Überschwemmungsgebieten.

## Verhalten
Der Höckerstorch lebt alleine, wird aber manchmal in kleinen Gruppen gesehen. Er ernährt sich vor allem von Fisch, daneben wahrscheinlich auch von Amphibien, kleinen Reptilien und Insekten. Das Fortpflanzungsverhalten ist nur wenig bekannt. Bisher wurden nur zwei Nester beobachtet, das eine von April bis Juni auf Sumatra, das andere mit geschlüpften Jungvögeln Mitte Oktober in Thailand. Der Vogel baut seine Nester auf Bäumen und nistet alleine. Die Nester bestehen vor allem aus Zweigen, haben einen Durchmesser von einem halben Meter und sind etwa 15 cm hoch. Höckerstörche legen zwei Eier. Die Jungvögel haben ein weißes Daunengefieder und sind nach 45 Tage flügge.